# 9028 Konrádbeneš
9028 Konrádbeneš eller 1989 BE1 är en asteroid i huvudbältet som upptäcktes den 26 januari 1989 av den tjeckiske astronomen Antonín Mrkos vid Kleť-observatoriet i Tjeckien. Den är uppkallad efter tjecken Konrád Beneš.
Asteroiden har en diameter på ungefär 11 kilometer och den tillhör asteroidgruppen Nysa.